# Chiesa di Sant'Alessandro (Vecchiano)
La chiesa di Sant'Alessandro si trova a Vecchiano.
Attestata fin dal 1104, è ricordata nel 1199 con il toponimo di Vechiano major per distinguerla dalla vicina chiesa di San Frediano.

## Storia e descrizione
L'edificio ha subito profonde trasformazioni nel corso dei secoli come confermano l'uso di materiali litici diversi e la presenza di particolari elementi architettonici, quali le arcate e le monofore del lato nord. Di fronte si erge il solido ed alto campanile, impreziosito da eleganti bifore e trifore, iniziato nella seconda metà del XII secolo e completato nel 1385, come attesta un'epigrafe. All'interno, ad unica aula, modificato nel 1600, si conservano una coppia di capitelli del XII-XIII secolo, un'epigrafe commemorativa del 1309 e due interessanti acquasantiere settecentesche.
All'interno, alla destra dell'altare, organo a canne di piccole dimensioni in un unico corpo, con due manuali e pedaliera, realizzato dalla ditta Pinchi di Foligno.
Gennai Giovanni organista titolare dal 1997 al 2013.

## Galleria d'immagini

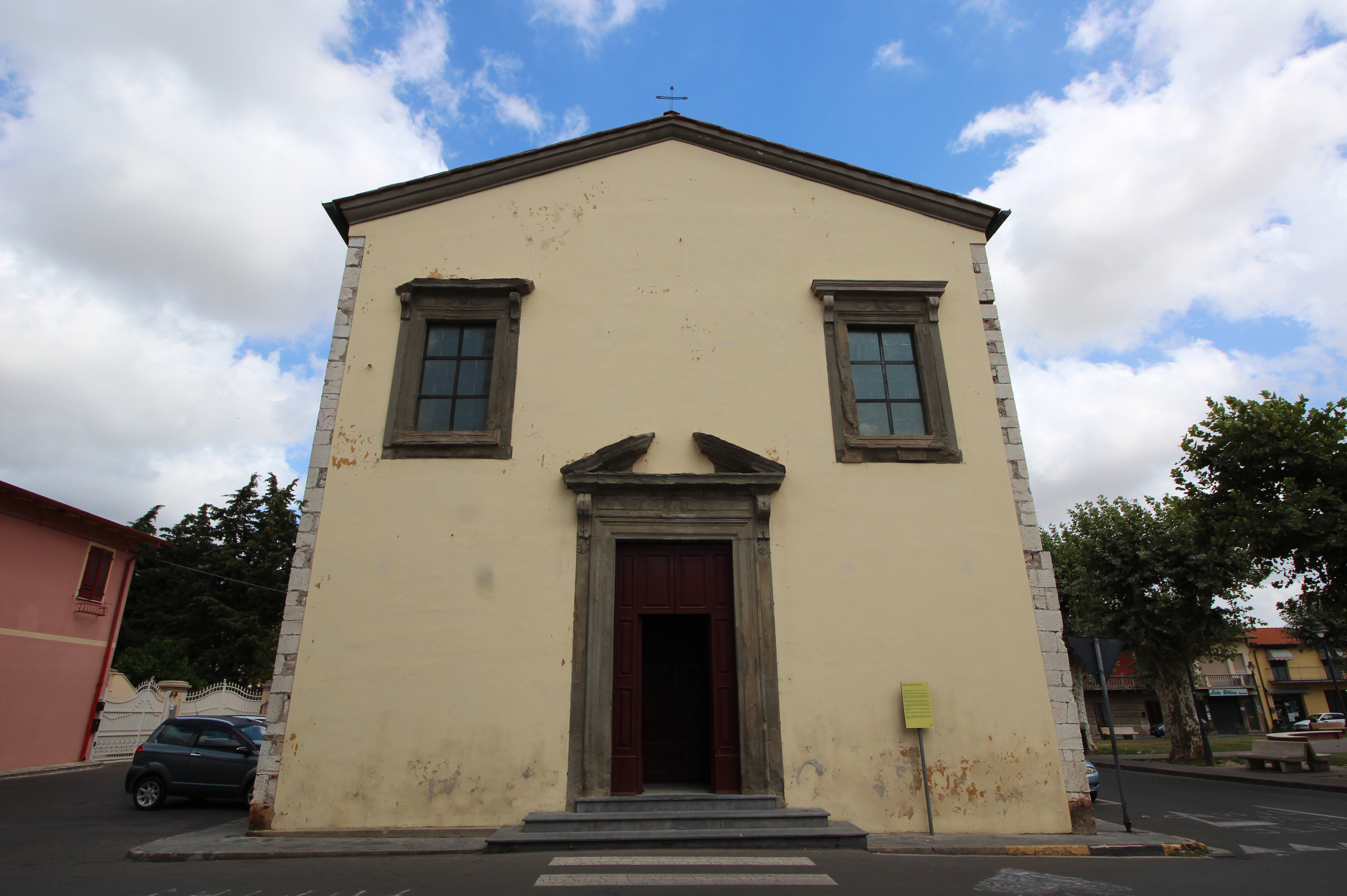
La facciata
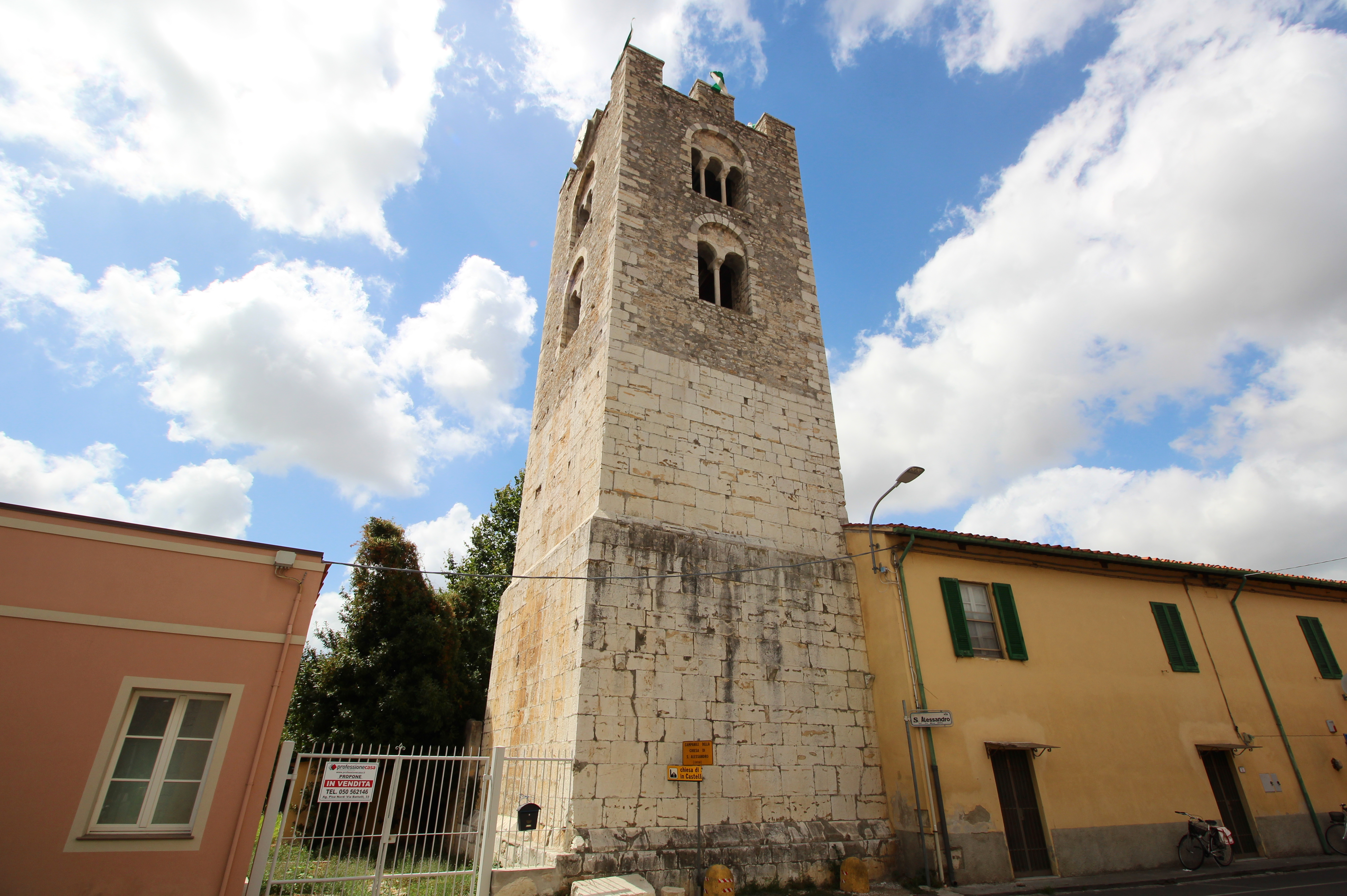
Il campanile
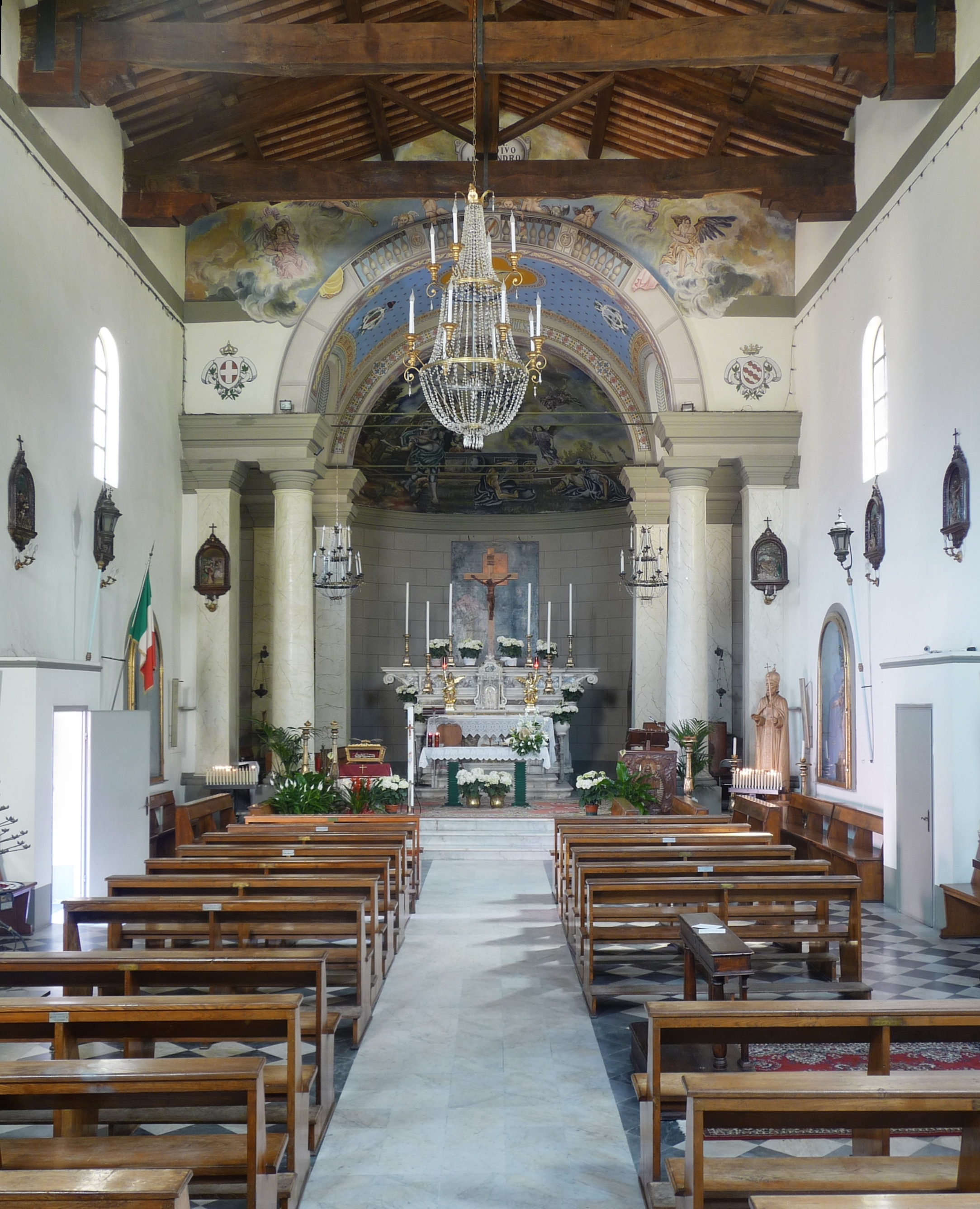
L'interno
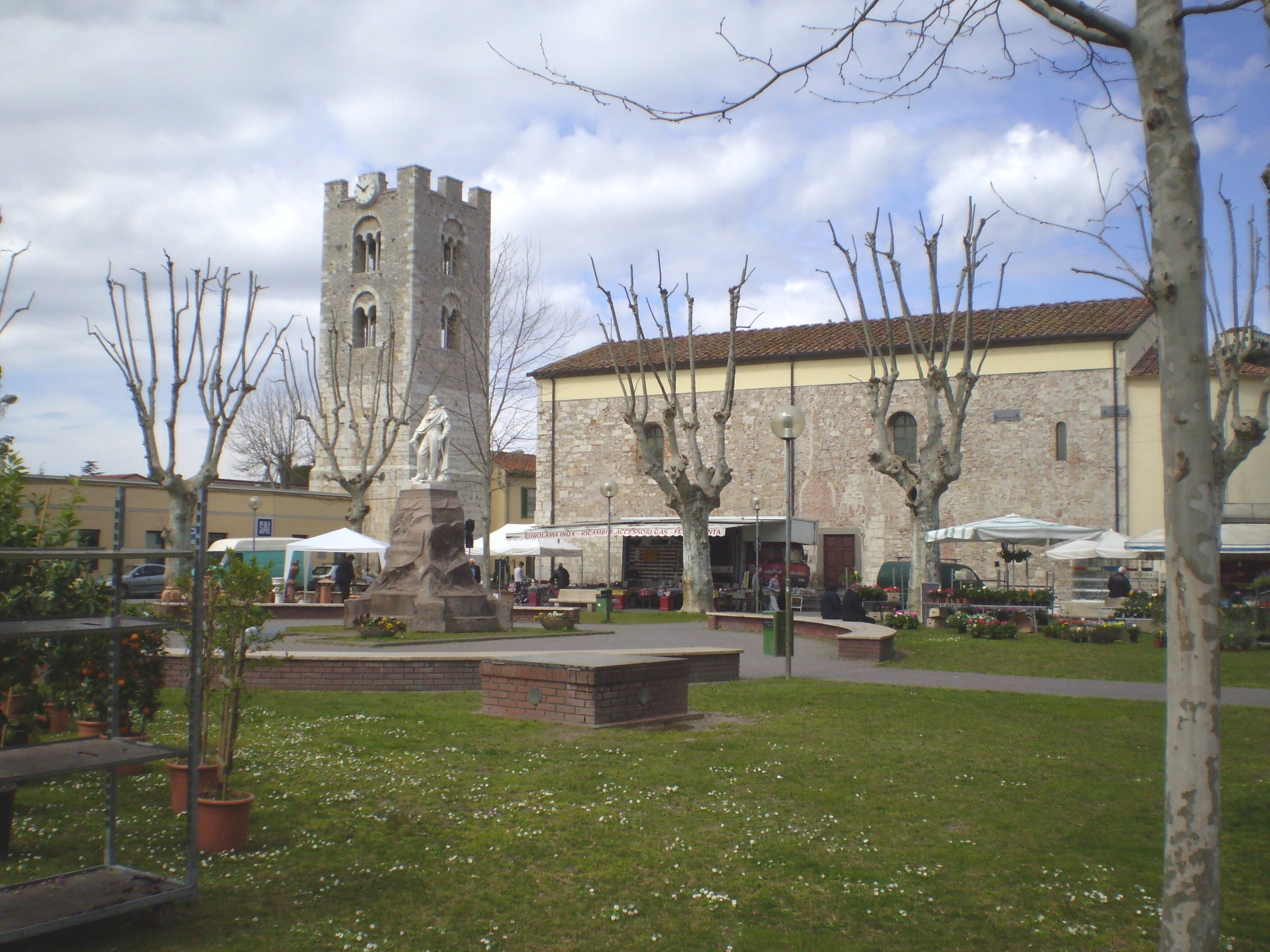
Panorama da Piazza Garibaldi